# Parafia św. Rafała Kalinowskiego w Niemieży
Parafia św. Rafała Kalinowskiego w Niemieży (lit. Šv. Rapolo Kalinausko parapija) – parafia rzymskokatolicka administracyjnie należąca do dekanatu nowowilejskiego archidiecezji wileńskiej.